# Charváty
Charváty település Csehországban, a Olomouci járásban. Charváty Vrbátky, Blatec, Dub nad Moravou és Grygov településekkel határos. Lakosainak száma 945 fő (2024. január 1.).

## Népesség
A település lakosságának változását az alábbi diagram mutatja:
| Lakosok száma | 810  | 951  | 1109 | 967  | 704  | 734  | 862  | 873  | 910  | 945  |
|               | 1869 | 1890 | 1921 | 1950 | 1980 | 2001 | 2017 | 2019 | 2022 | 2024 |